# Baron Butler

Ursprüngliches Wappen der Barone Butler

Baron Butler war ein erblicher britischer Adelstitel in der Peerage of England.

## Verleihung und Geschichte des Titels
Der Titel wurde um 1192 für den Theobald Walter geschaffen. Er hatte schon um 1177 unter König Heinrich II. das Kronamt des königlichen Mundschenks von England  (Chief Butler of England) inne und wurde erster Mundschenk von Irland (Chief Butler of Ireland). Aus seinem von seinem Amt abgeleiteten Beinamen le Botiler entwickelte sich der Familienname Butler.
Sein Urenkel, der 6. Baron, wurde am 1. September 1315 von König Eduard II. in Anerkennung seiner Verdienste im Kampf gegen den irischen Hochkönig Edward Bruce (zugleich schottischer Earl of Carrick) in der Peerage of Ireland der Titel Earl of Carrick verliehen. Die Verleihungsurkunde umfasste auch die Übertragung der Burg und Anwesen in Carrick-on-Suir, enthielt hinsichtlich des Earlstitels offenbar aber keine wirksame Erbregelung, jedenfalls erlosch der Titel bei seinem Tod 1321, statt auf seinen Sohn James Butler überzugehen. Dieser wurde stattdessen 1328 zum Earl of Ormonde erhoben.
Dessen Nachfahre, der 5. Earl of Ormonde, wurde am 8. Juli 1449 in der Peerage of England auch zum Earl of Wiltshire erhoben. Als dieser 1461 wegen Hochverrats hingerichtet wurde, wurden ihm seine Titel aberkannt. Der irische Titel Earl of Ormonde wurde kurz darauf für seinen Bruder John Butler als 6. Earl wiederhergestellt, die zur Peerage of England gehörigen Titel Earl of Wiltshire und Baron Butler erloschen.

## Liste der Barone Butler (um 1192)
- Theobald Walter, 1. Baron Butler (vor 1165–1206)
- Theobald Butler, 2. Baron Butler (1200–1230)
- Theobald Butler, 3. Baron Butler (1224–1248)
- Theobald Butler, 4. Baron Butler (1242–1285)
- Theobald Butler, 5. Baron Butler (1269–1299)
- Edmund Butler, Earl of Carrick, 6. Baron Butler (1268–1321)
- James Butler, 1. Earl of Ormonde, 7. Baron Butler (1305–1337)
- James Butler, 1. Earl of Ormonde, 8. Baron Butler (um 1305–1338)
- James Butler, 2. Earl of Ormonde, 9. Baron Butler (1331–1382)
- James Butler, 3. Earl of Ormonde, 10. Baron Butler (1361–1405)
- James Butler, 4. Earl of Ormonde, 11. Baron Butler (1392–1452)
- James Butler, 5. Earl of Ormonde, 1. Earl of Wiltshire, 12. Baron Butler (1420–1461) (Titel verwirkt 1461)